# Liste des ministres de l'Enfance de la Communauté française de Belgique
Voici la liste des ministres de l'Enfance de la Communauté française de Belgique depuis la création de la fonction en 1994.

## Titulaires
| Nom | Nom         | Nom                        | Parti       | Mandat                                                          | Gouvernement(s) | Portefeuille ministériel |
| --- | ----------- | -------------------------- | ----------- | --------------------------------------------------------------- | --- | --- |
| 1   |             | Laurette Onkelinx (1958-)  | PS          | 1er janvier 1994 - 22 juillet 1999 (5 ans, 6 mois et 21 jours)  | Onkelinx I | Ministre-présidente et Ministre des Affaires sociales, de la Santé, du Tourisme, de la Fonction publique, de l'Enfance et de la Promotion de la santé |
| 1   | Onkelinx II | Laurette Onkelinx (1958-)  | PS          | 1er janvier 1994 - 22 juillet 1999 (5 ans, 6 mois et 21 jours)  | Ministre-présidente et Ministre de l'Éducation, de l'Audiovisuel, de l'Aide à la jeunesse, de l'Enfance et de la Promotion de la santé | |
| 2   |             | Jean-Marc Nollet (1970-)   | Ecolo       | 22 juillet 1999 - 26 juillet 2004 (5 ans et 4 jours)            | Hasquin | Ministre de l'Enfance, de l'Enseignement fondamental, de l'Accueil et des Missions confiées à l'ONE                                                   |
| 3   |             | Catherine Fonck (1968-)    | cdH         | 26 juillet 2004 - 16 juillet 2009 (4 ans, 11 mois et 20 jours)  | Arena | Ministre de l'Enfance, de l'Aide à la jeunesse et de la Santé                                                                                         |
| 3   | Demotte I   | Catherine Fonck (1968-)    | cdH         | 26 juillet 2004 - 16 juillet 2009 (4 ans, 11 mois et 20 jours)  | | Ministre de l'Enfance, de l'Aide à la jeunesse et de la Santé                                                                                         |
| (2) |             | Jean-Marc Nollet (1970-)   | Ecolo       | 16 juillet 2009 - 22 juillet 2014 (5 ans et 6 jours)            | Demotte II | Vice-Ministre-président et Ministre de l'Enfance, de la Recherche et de la Fonction publique                                                          |
| 4   |             | Joëlle Milquet (1961-)     | cdH         | 22 juillet 2014 - 11 avril 2016 (1 an, 8 mois et 20 jours)      | Demotte III | Vice-Ministre-présidente et Ministre de l'Éducation, de la Petite enfance, des Crèches et de la Culture                                               |
| 5   |             | Alda Greoli (1962-)        | cdH         | 11 avril 2016 - 17 septembre 2019 (3 ans, 8 mois et 6 jours)    | Demotte III | Vice-Ministre-présidente et Ministre de la Culture, de l'Enfance et de l'Éducation permanente                                                         |
| 6   |             | Bénédicte Linard (1976-)   | Ecolo       | 17 septembre 2019 - 16 juillet 2024 (4 ans, 9 mois et 29 jours) | Jeholet | Vice-Ministre-présidente et Ministre de l'Enfance, de la Santé, de la Culture, des Médias et des Droits des femmes                                    |
| 7   |             | Valérie Lescrenier (1979-) | Les Engagés | Depuis le 16 juillet 2024 (7 mois et 27 jours)                  | Degryse | Vice-présidente et Ministre de la Petite enfance, de la Jeunesse, de l'Aide à la jeunesse et des Maisons de justice                                   |